# Baaziz
Baaziz, de son vrai nom Abdelazziz Bekhti, est un chanteur, auteur-compositeur-interprète et musicien algérien né en 1963 à Cherchell.

## Biographie
Passionné de musique, il s'initie au maâkous, genre musical satirique qui détourne les chansons traditionnelles en faisant passer un message. Il se fait d'abord connaître par la scène, à partir de 1989, avec sa reprise Ya Hasrah Kikount Esseghir. En 2004 sort un album intitulé Café de l'Indépendance qui l'a fait connaître sur la scène internationale, chanté en deux langues : français et arabe algérien.
Ce chanteur est controversé pour ses chansons engagées (c'est un « m'roufez », du mot français « refuser ») qui n'hésite pas à tirer à boulets rouges sur le pouvoir algérien et sur les islamistes. Il est souvent qualifié de rebelle et n'hésite pas à fustiger les présidents en place. L'interprétation dans une émission télévisée en direct d'une chanson contre les généraux algériens lui vaudra une interdiction d'antenne publique et l'interruption de sa tournée. L'annulation de plusieurs concerts l'obligera à partir vivre en France. Il est l'initiateur de Algérie mon amour, chanson interprétée en groupe par la plupart des chanteurs algériens vivant en France et en Algérie. Cette chanson, en rappelant l'attachement de ces chanteurs à l'Algérie.
Ses chansons abordent aussi bien les thèmes de la difficulté d'intégration des immigrés d'origine maghrébine que la difficulté à exister en tant qu'artiste indépendant. Il a aussi été remarqué pour son hommage rendu à Lounès Matoub, grand chanteur de la chanson kabyle.
Musicalement, il s'oriente principalement dans le genre country. Il est connu aussi pour avoir repris en arabe algérien des chansons du chanteur français Renaud (Baaziz est d'ailleurs un grand fan de Renaud et de plusieurs grands noms de la chanson française, notamment Georges Brassens - par exemple sur la chanson The best sur l'album Café de l'indépendance), comme Nous nous en allerons (album Café de l'indépendance) et Annaya el youm je m'en fous (« Moi aujourd'hui je m'en fous »). Cette dernière chanson a eu beaucoup de succès, autant pour sa musique - Hexagone de Renaud - que pour les paroles déchirantes, voire subversives. Il y parle de la situation quasiment militaire en Algérie (« dans tous les coins il y a un barrage militaire »), de la jeunesse et du malaise quotidien qu'ils vivent, de la situation de la femme algérienne réduite à une éternelle mineure...
Son goût pour les reprises lui vaudra de nombreuses critiques, notamment pour sa reprise de Chaâbi : Sabhan allah ya lattif qui n'a pas connu le succès attendu.
En 2009, le chanteur tourne un clip réalisé par Djaâfar Gassem pour sa chanson Bladi, un texte présenté comme un vibrant hommage aux Algériens par l'artiste.

## Discographie

### Albums
- 10 ans de Chaâbi Rock'n Bled : 2005
- Café de l'indépendance : 2004
- Dorénavant : 1999
- Life in Algeria: 1996
- Coyotte : 1995
- Ybip emmou 1993
- Le Rebelle 1992